# ساماسیپور
ساماسیپور (به انگلیسی: Samastipur) یک منطقهٔ مسکونی در هند است که در بخش ساماسیپور واقع شده‌است. ساماسیپور ۲٬۵۳٬۱۵۶ نفر جمعیت دارد.